# Nysibiriska öarna

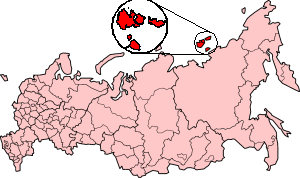
Lägeskarta

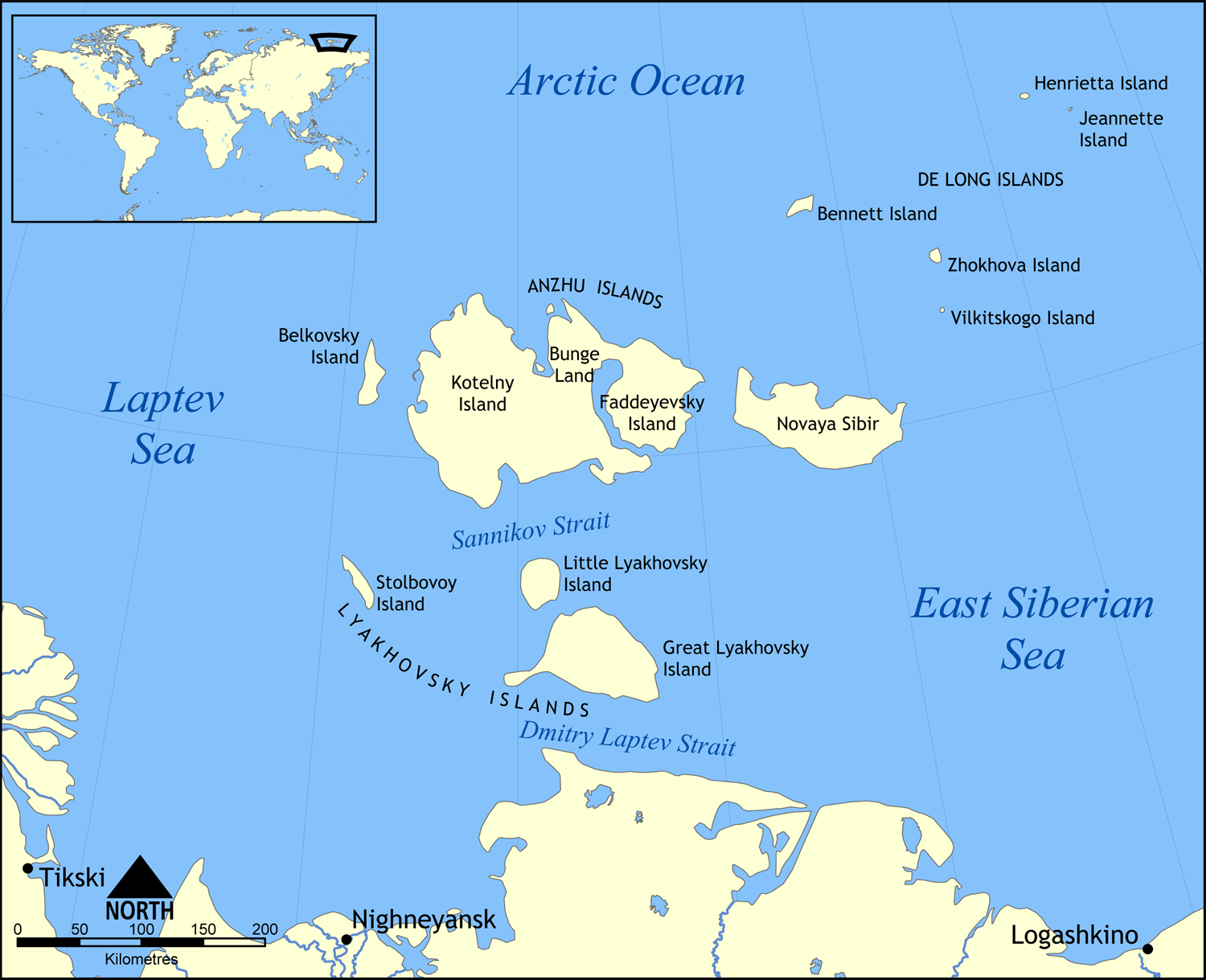
Områdeskarta

Nysibiriska öarna (ryska: Новосиби́рские острова́, Novosibirskije ostrova) är ett öområde i Norra ishavet bland Rysslands arktiska öar som tillhör Ryssland.

## Geografi
Nysibiriska öarna ligger cirka 4 500 km nordöst om Moskva utanför Sibiriens nordöstra kust mellan Laptevhavet i väst och Östsibiriska havet i öst. 
De obebodda öarna är av vulkaniskt ursprung och har en areal om cirka 36 290 km². Den högsta höjden är på cirka 426 m ö.h. och ligger på Bennettön bland De Longöarna.
Området består av 3 ögrupper:

### Anzjus öar
Anzjus öar utgör den mellersta ögruppen (Oстрова Анжу, Ostrova Anzju, även Anjouöarna) i området. Gruppen omfattar 4 större öar med en sammanlagd areal på ca 29 900 km².

### Ljachovskijöarna
Ljachovskijöarna utgör den södra ögruppen (Ляховские острова, Ostrova Ljachovskije, även Ljachovöarna) i området. Gruppen omfattar 3 större öar med en sammanlagd areal på ca 6 100 km².

### De Longöarna
De Longöarna utgör den östra ögruppen (Острова Де-Лонга, Ostrova De-Longa) i området. Gruppen omfattar 5 mindre öar med en sammanlagd areal på ca 230 km² och räknas ibland som en egen fristående ögrupp.
Förvaltningsmässigt ingår området i den ryska delrepubliken Sacha.

## Historia
Området upptäcktes av kosacker i början på 1700-talet.
1712 besöktes Stora Ljachovskijön av en grupp kosacker under ledning av Jakov Permjakov och Merkurij Vagin. 1773 utforskades området av ryske köpmannen Ivan Ljachov.
I början av 1800-talet utforskades området ytterligare av kosacker, däribland genomförde Jakov Sannikov en kartläggningsexpedition både 1806 och åren 1809–1810 och Pjotr Anzju och Iljin 1822.
1809 till 1811 genomförde även Mathias Hedenström en forskningsresa i området.
Åren 1879 till 1881 genomförde den amerikanske upptäcktsresanden George Washington DeLong en forskningsexpedition i området.
Åren 1885 till 1886 och 1893 genomförde balttyske upptäcktsresande Eduard Toll och Alexander Bunge i rysk tjänst en forskningsresa till området då man bl.a. upptäckte stora förekomster av fossilt elfenben, mammutskelett och annan megafauna.
1927 byggde Ryssland en meteorologisk mätstation i området.